# جوناثان إم. كاتس
جوناثان إم. كاتس (بالإنجليزية: Jonathan M. Katz)‏ هو صحفي أمريكي، ولد في 1980 في كوينز في الولايات المتحدة.